# 勒卢鲁贝科奈
勒卢鲁贝科奈（法語：Le Louroux-Béconnais）是法国曼恩-卢瓦尔省的一个旧市镇，属于昂热区。该旧市镇总面积65.57平方公里，2009年时的人口为2805人。
该市镇已于2016年12月15日和相邻的另外2个市镇合并成为瓦勒代德尔欧桑斯（Val d'Erdre-Auxence），勒卢鲁贝科奈为政府驻地。

## 人口
勒卢鲁贝科奈人口变化图示